# Rådom, Torsby kommun
Rådom är en tidigare småort i Fryksände distrikt (Fryksände socken) i Torsby kommun i norra Värmland. 2015 ändrade SCB metod för att ta fram småortsstatistik, varvid Rådom inte längre uppfyllde kriterierna för en småort.